# تنفس مصنوعی
تنفس مصنوعی به کلیه اعمالی گفته می‌شود که باعث رساندن اکسیژن به مصدوم می‌شود تا تنفس طبیعی وی دوباره برقرار گردد.

## تنفس مصنوعی دهان‌به‌دهان

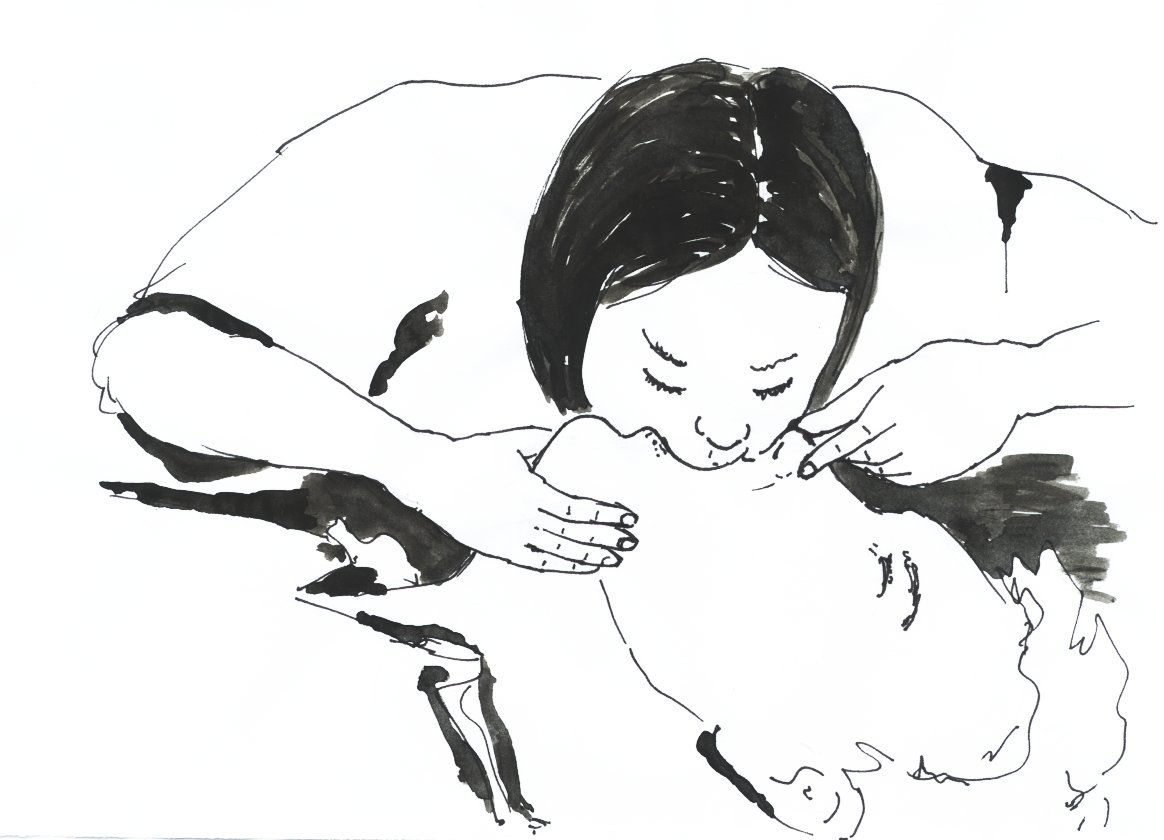
تنفس مصنوعی دهان‌به‌دهان

تنفس مصنوعی دهان‌به‌دهان بدین شکل است که امدادگر دهان خود را با دهان بیمار کاملا مماس کرده و هوا به درون ریه‌های او داخل می‌کند.

### تشخیص ملزوم بودن[۱]
- در صورتی که هیچ‌گونه تحرکی در قفسه‌سینه فرد دیده نشود.
- نمی‌توان حرکت هوا در بینی و دهان را متوجه شد.

عوامل احتمالی
- فرد دچار سیانوز شود.
- فرد برای نفس کشیدن تلاش غیر مؤثر می‌کند.

### مراحل انجام[۱]
۱. ابتدا فرد را به پشت بخوابانید.
۲. سپس در یک طرف بیمار بنشینید.
۳. باز کردن راه هوایی:
- اجسامی که در راه هوایی مانع از ورود و خروج هوا می‌شوند را رفع کنید.
- کف دست را روی پیشانی فرد گذاشته و سر او را کمی به به عقب برگردانید.
- سپس فک او را با دست دیگر کمی به سمت بالا فشار دهید تا دندان‌های فک پایین مقابل فک بالا قرار گیرد.

۴. با دستی که سمت سر قرار دارد بینی فرد را بگیرید تا مسدود شود.
۵. دهان خود را بر روی دهان بیمار قرار داده و با آن مهر و موم کنید. (یعنی لبالب دهانتان را به دهان فرد بچسبانید تا هوا از این بین فرار نکند)
۶. سپس به آرامی هوا را به دورن ریه‌ها بدمید و از گوشهٔ چشم به ریه‌ها نگاه کنید تا سینهٔ فرد حتی‌الامکان بالا بیاید.
۷. دهانتان را بردارید و بینی فرد را رها کنید تا هوا خارج شود (سر را همچنان نگاه دارید)
۸. در صورت عدم وجود نبض مرکزی(کاروتید)، ماساژ قلبی انجام دهید.
۹. این مراحل را آن قدر انجام دهید تا فرد به تنفس طبیعی دست یابد.

### موارد منع انجام[۱]
- شکستگی فک.
- آغشته بودن دهان فرد به سم.
- استفراغ شدید و مکرر.
- انقباض شدید عضلات فک (در تشنج).

## تنفس مصنوعی دهان‌به‌بینی[۱]
تنفس دهان‌به‌بینی زمانی نیاز است که ملزومات تنفس دهان‌به‌دهان برقرار باشد ولی انجامش ممکن و مؤثر نباشد.

### مراحل انجام
1. وضعیت سر را مانند مراحل تنفس مصنوعی دهان‌به‌دهان نگاه دارید.
2. همچنان که یک دست بر روی چانه قرار دارد با انگشت شست همان دست، لب پایین را به لب بالا بچسبانید تا راه دهان مسدود شود.
3. نفس عمیق بکشید و دهانتان را بر روی بینی گذاشته و بدمید تا قفسه سینه فرد بالا بیاید.
4. سپس دهانتان را بردارید و در صورت امکان دهان را باز بگذارید تا هوا خارج شود.
5. در صورت فقدان نبض مرکزی، ماساژ قلبی انجام دهید.